# 周如綸
周如綸（1552年—1601年），字叔音，號少東，山東萊州府即墨縣人，軍籍，明朝政治人物。

## 生平
萬曆四年（1576年）丙子鄉試十四名，萬曆十四年（1586年）丙戌科會試二百九十二名，登三甲第八十名。户部观政，六月授湖廣襄陽縣知縣。十九年九月行取至京，二十年三月擢工部都水司主事，二十一年正月京察外贬，次年丁母忧。後起補代州同知，明年以病辞官，萬曆二十九年辛丑卒于家，享年五十。

## 家族
曾祖周贇；祖父周尚美；父周民（1523年-1579年），字振卿，號陵東，曾任歲貢。母孫氏（1520年-1593年）。慈侍下。兄璧、莹、瑕、如錫、如金、如章、如璜、如環、如珠、從兄周如砥（己卯亞魁）。從弟周如京（己卯經魁）、如锦（廪生）。